# Уран(III) бромід
Уран(III) бромід — неорганічна сполука з хімічною формулою UBr3. Радіоактивний.

## Отримання
Бромід урану (III) можна отримати реакцією металевого урану або гідриду урану (III) і бромоводню або також можна отримати шляхом термічного розкладання NH4UBr4·1,5CH3CN·6H2О. Його важко синтезувати через його швидке окислення як у воді, так і на повітрі.